# Marthe Koala
Pour les articles homonymes, voir Koala (homonymie).
Marthe Koala  (née le 8 mars 1994 à Bobo-Dioulasso) est une athlète burkinabé, spécialiste des épreuves combinées ainsi que du 100 mètres haies et du saut en longueur.

## Biographie
En 2014, elle remporte la médaille d'or de l'heptathlon lors des championnats d'Afrique de Marrakech au Maroc, en portant son record personnel à 5 454 pts. 
Ce titre continental lui permet de participer aux championnats du monde l'année suivante à Pékin.
Elle confirme en 2015 en portant son record national à 5 852 pts au TNT Express Meeting de Kladno. 
Aux championnats du monde elle abandonne dès la première épreuve et en septembre elle accède à la troisième place des Jeux africains de Brazzaville.
Bonne hurdleuse, elle a à son actif une participation aux Jeux olympiques (éliminée en séries) et possède le record national de la discipline en 13 s 27 (durant l'heptathlon de Kladno), qu'elle améliore en juillet lors du meeting de Ouagadougou.
Le 28 mai 2017, lors de l'Hypo-Meeting de Götzis, Marthe Koala passe pour la première fois la barre des 6 000 points. Elle totalise 6 036 et termine 17e. Trois semaines plus tard, lors du TNT Express Meeting de Kladno, la Burkinabé explose de nouveau son record et ce de près de 200 points, totalisant désormais 6 230 et termine 3e.
Le 26 juillet 2017, Marthe Koala remporte la médaille d'or du 100 m des Jeux de la Francophonie en 13 s 32 avant de récidiver le lendemain sur le saut en longueur en s'imposant avec 6,52 m, nouveau record national (ancien à 6,46 m) et record personnel (ancien à 6,16 m) explosés.
Le 17 juin 2018, la Burkinabé remporte le TNT Express Meeting de Kladno avec 6 136 points, la seconde meilleure marque de sa carrière. Dans son heptathlon, la jeune athlète bat son propre record national du saut en longueur avec 6,64 m (+ 1,5 m/s) et son record personnel au lancer du javelot avec 44,90 m.
Le 23 juin 2019, elle termine 5e du Decastar et porte à 6 235 pts son record personnel et national.
Le 10 juin 2022, Marthe Koala décroche l'or aux championnats d'Afrique de Saint-Pierre (Maurice) au saut en longueur,,.
Elle est médaillée d'argent du saut en longueur aux Jeux africains de 2023 à Accra puis aux Championnats d'Afrique d'athlétisme 2024 à Douala.
Elle est nommée porte-drapeau de la délégation du Burkina Faso aux Jeux olympiques d'été de 2024 à Paris avec l'athlète Hugues Fabrice Zango.

## Palmarès
| Date | Compétition                                   | Lieu                                  | Résultat | Épreuve     | Marque     |
| ---- | --------------------------------------------- | ------------------------------------- | -------- | ----------- | ---------- |
| 2011 | Jeux africains                                | Maputo                                | 5e       | Heptathlon  | 5 133 pts  |
| 2013 | Championnats d'Afrique juniors                | Bambous                               | 1re      | 100 m haies | 14 s 09    |
| 2013 | Championnats d'Afrique juniors                | Bambous                               | 3e       | Longueur    | 5,60 m     |
| 2013 | Jeux de la Francophonie                       | Nice                                  | 7e       | 100 m haies | 13 s 75    |
| 2014 | Championnats d'Afrique                        | Marrakech                             | 1re      | Heptathlon  | 5 454 pts  |
| 2015 | Jeux africains                                | Brazzaville                           | 3e       | Heptathlon  | 5 664 pts  |
| 2015 | Championnats du monde                         | Pékin                                 | —        | Heptathlon  | DNF        |
| 2016 | Championnats d'Afrique                        | Marrakech                             | 2e       | 100 m haies | 13 s 36    |
| 2016 | Championnats d'Afrique                        | Marrakech                             | 2e       | Heptathlon  | 5 952 pts  |
| 2016 | Championnats d'Afrique des épreuves combinées | Réduit                                | 1re      | Heptathlon  | 5 772 pts  |
| 2016 | Coupe du monde des épreuves combinées         | Coupe du monde des épreuves combinées | 14e      | Heptathlon  | 17 027 pts |
| 2017 | Hypo-Meeting                                  | Götzis                                | 17e      | Heptathlon  | 6 036 pts  |
| 2017 | TNT Express Meeting                           | Kladno                                | 3e       | Heptathlon  | 6 230 pts  |
| 2017 | Jeux de la Francophonie                       | Abidjan                               | 1re      | 100 m haies | 13 s 32    |
| 2017 | Jeux de la Francophonie                       | Abidjan                               | 1re      | Longueur    | 6,52 m     |
| 2017 | Coupe du monde des épreuves combinées         | Coupe du monde des épreuves combinées | 13e      | Heptathlon  | 17 981 pts |
| 2018 | TNT Express Meeting                           | Kladno                                | 1re      | Heptathlon  | 6 136 pts  |
| 2018 | Championnats d'Afrique                        | Asaba                                 | 2e       | Longueur    | 6,54 m     |
| 2018 | Championnats d'Afrique                        | Asaba                                 | 2e       | Heptathlon  | 5 967 pts  |
| 2018 | Coupe continentale                            | Ostrava                               | 7e       | 100 m haies | 13 s 42    |
| 2018 | Coupe continentale                            | Ostrava                               | 6e       | Longueur    | 6,60 m     |
| 2019 | Décastar                                      | Talence                               | 5e       | Heptathlon  | 6 235 pts  |
| 2019 | Universiade                                   | Naples                                | 9e       | Longueur    | 6,25 m     |
| 2019 | Universiade                                   | Naples                                | 2e       | Heptathlon  | 6 121 pts  |
| 2019 | Jeux africains                                | Rabat                                 | 2e       | 100 m haies | 13 s 20    |
| 2019 | Jeux africains                                | Rabat                                 | 1re      | Heptathlon  | 5 866 pts  |
| 2019 | Championnats du monde                         | Doha                                  | —        | Heptathlon  | DNF        |
| 2022 | Championnats d'Afrique                        | Saint-Pierre                          | 1re      | Longueur    | 6,42 m     |
| 2022 | Championnats d'Afrique                        | Saint-Pierre                          | 4e       | 100 m haies | 12 s 99    |
| 2022 | Jeux de la solidarité islamique               | Konya                                 | 1re      | Longueur    | 6,53 m     |
| 2023 | Jeux de la Francophonie                       | Kinshasa                              | 1re      | Longueur    | 6,94 m     |
| 2023 | Championnats du monde                         | Budapest                              | 7e       | Longueur    | 6,68 m     |
| 2024 | Jeux africains                                | Accra                                 | 2e       | Longueur    | 6,81 m     |
| 2024 | Championnats d'Afrique                        | Douala                                | 2e       | Longueur    | 6,72 m     |
| 2024 | Jeux olympiques                               | Paris                                 | 9e       | Longueur    | 6,61 m     |

## Records
| Épreuve           | Performance    | Lieu     | Date          |
| ----------------- | -------------- | -------- | ------------- |
| 100 m haies       | 12 s 81 (NR)   | Dakar    | 23 mai 2021   |
| Saut en hauteur   | 1,80 m         | Asaba    | 4 août 2018   |
| Lancer du poids   | 13,96 m        | Götzis   | 29 mai 2021   |
| 200 m             | 23 s 74        | Götzis   | 29 mai 2021   |
| Saut en longueur  | 6,94 m (NR)    | Kinshasa | 2 août 2023   |
| Lancer du javelot | 46,08 m        | Lana     | 25 avril 2021 |
| 800 m             | 2 min 17 s 15  | Kladno   | 18 juin 2017  |
| Heptathlon        | 6 250 pts (NR) | Götzis   | 30 mai 2021   |